# Krążownik

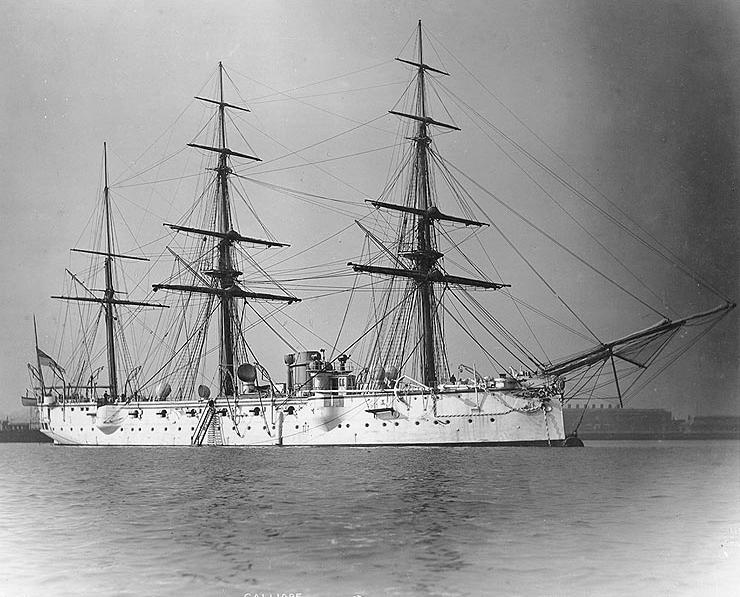
Nieopancerzony krążownik (korweta) z pomocniczym ożaglowaniem HMS „Calliope” (1884)

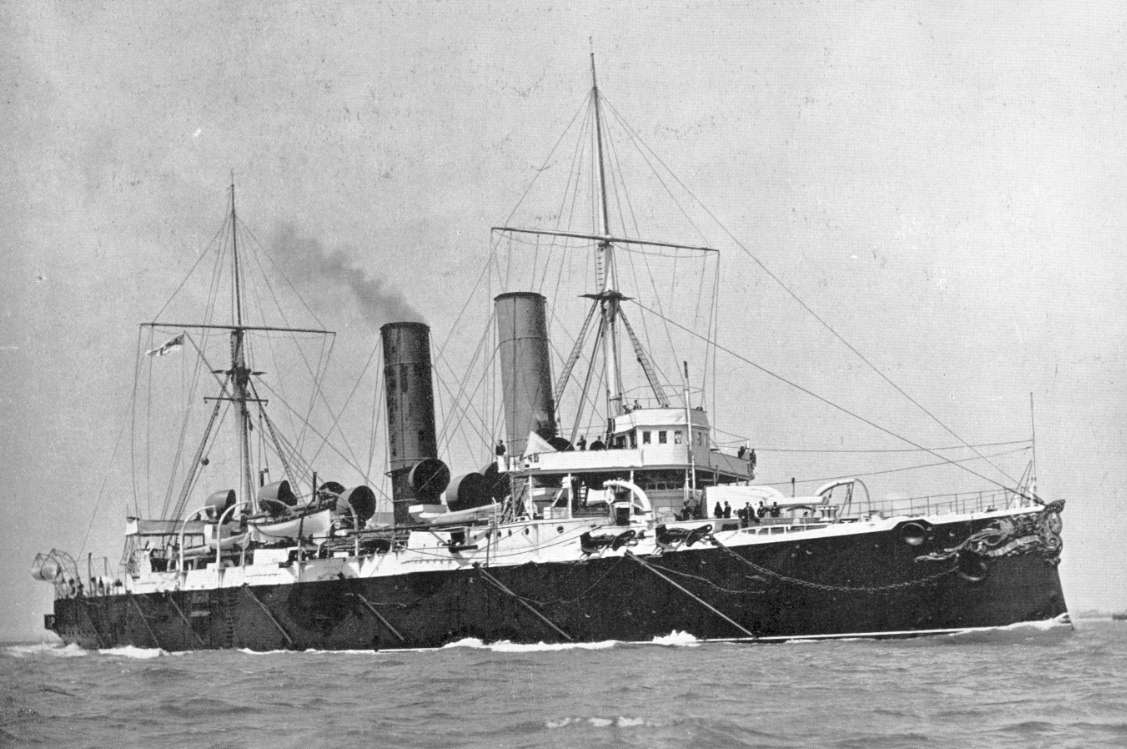
Brytyjski krążownik pancernopokładowy HMS „Bleheim” z 1894

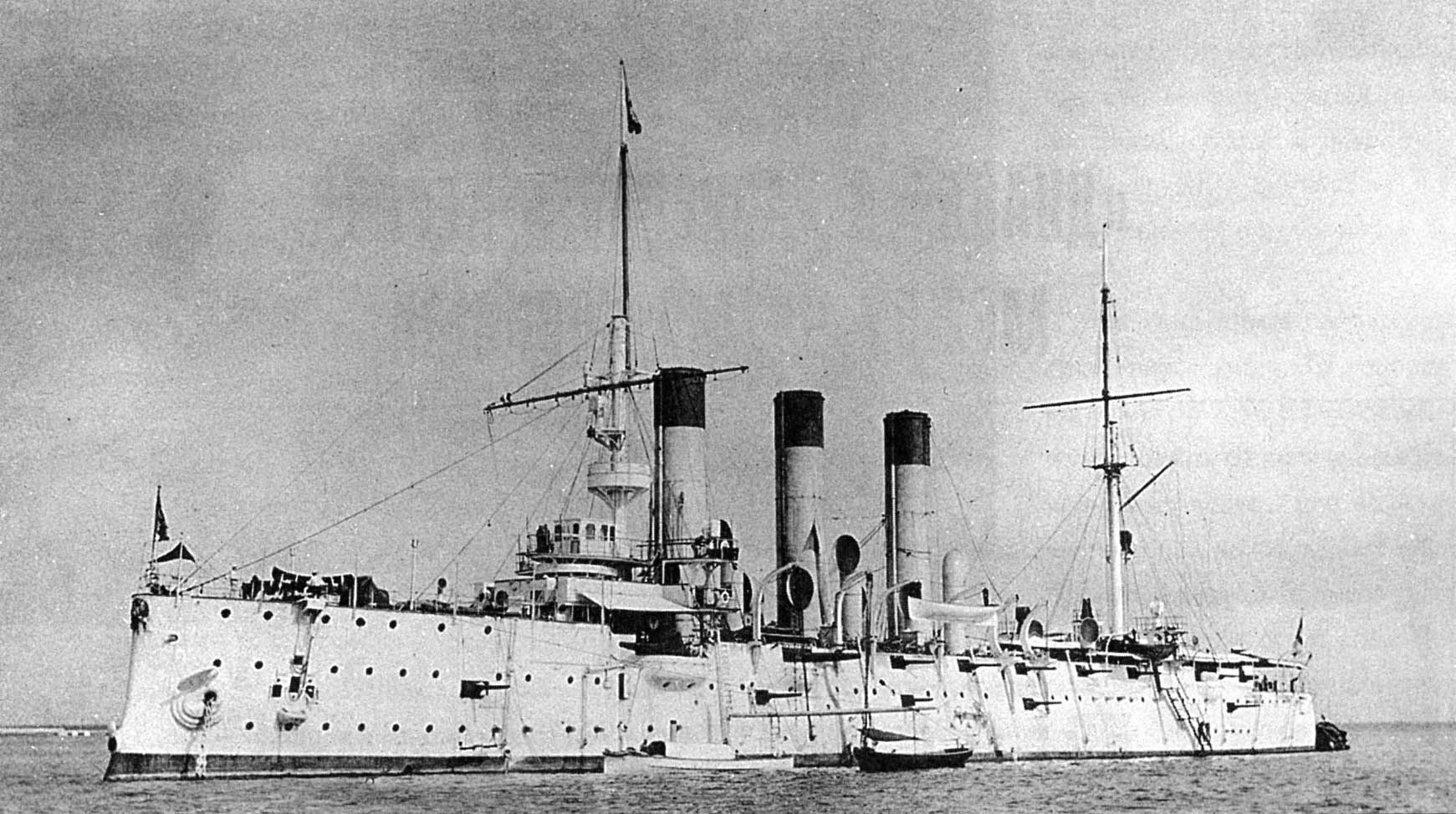
Rosyjski krążownik pancernopokładowy „Aurora” z 1903

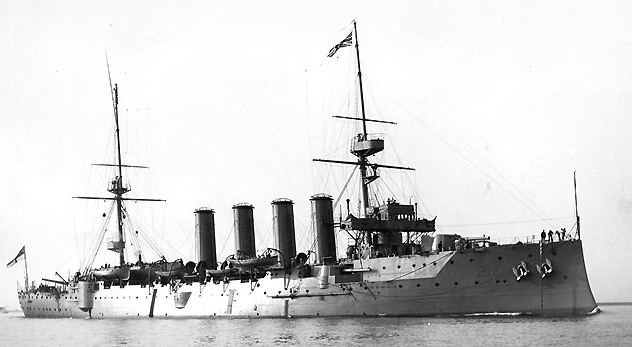
Brytyjski krążownik pancerny HMS „Devonshire” z 1905

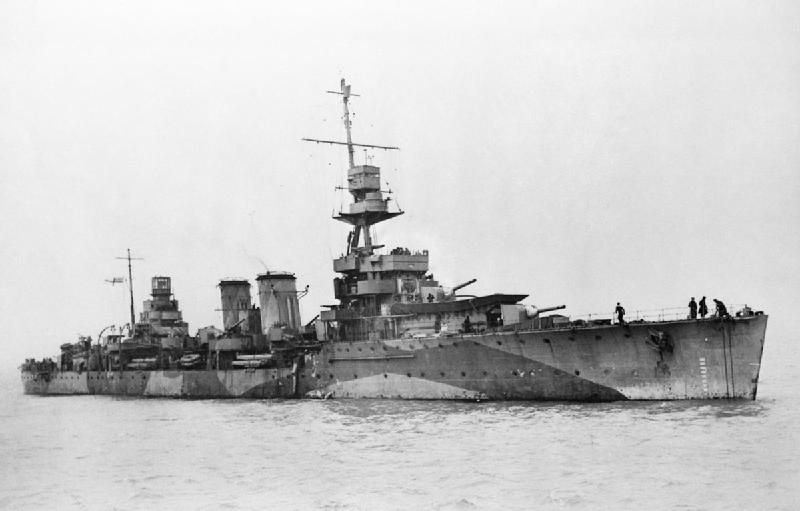
Brytyjski wczesny krążownik lekki HMS „Dauntless” z 1918

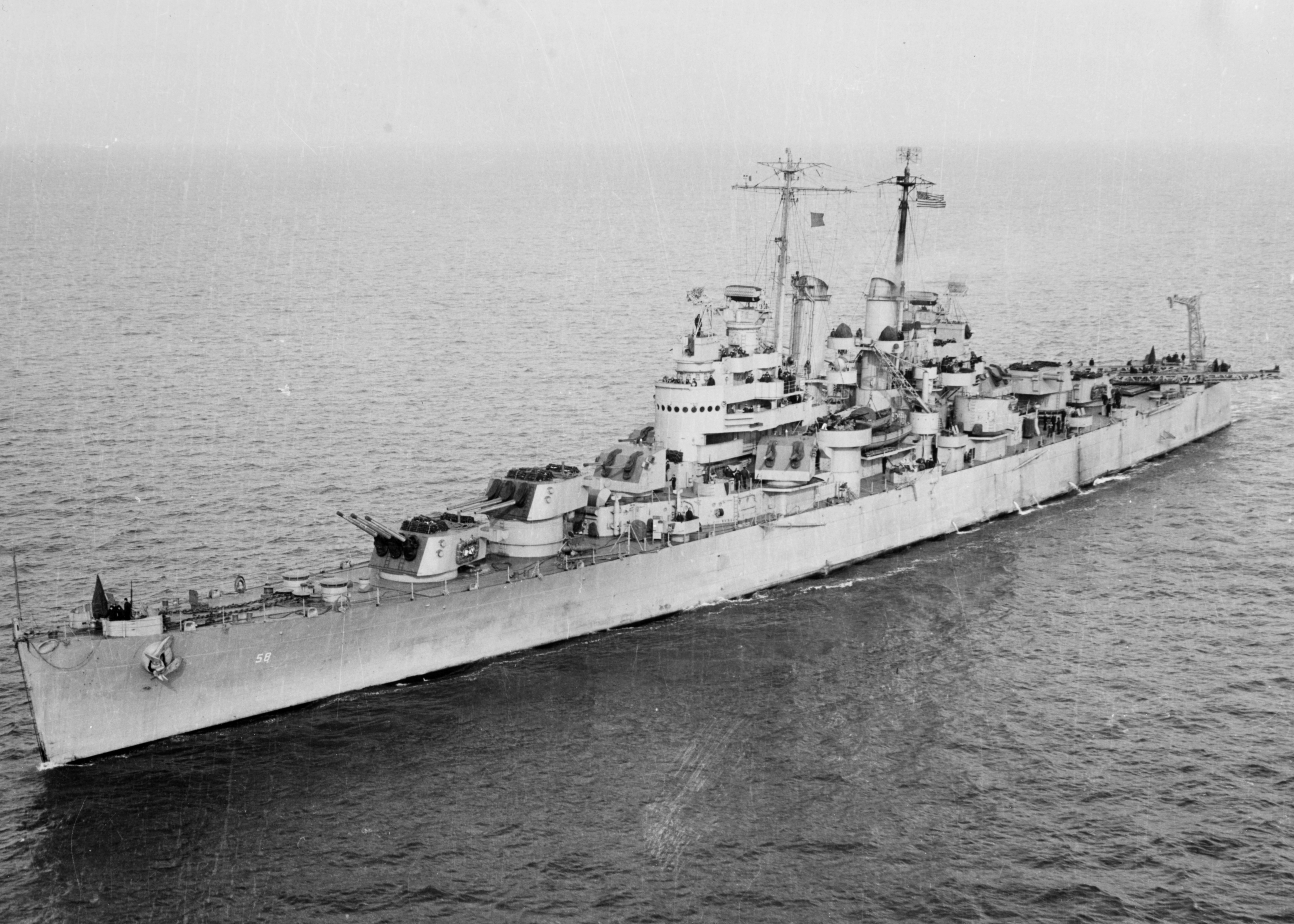
Amerykański krążownik lekki USS „Denver” (1942)

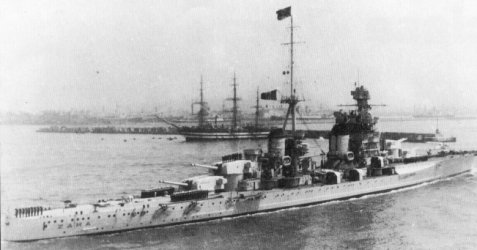
Włoski krążownik ciężki „Zara”. Regia Marina.

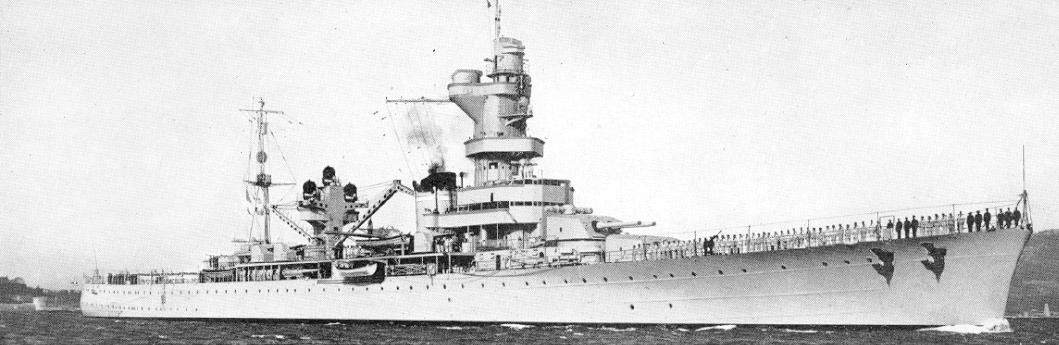
Francuski krążownik ciężki „Algerie” (1934)

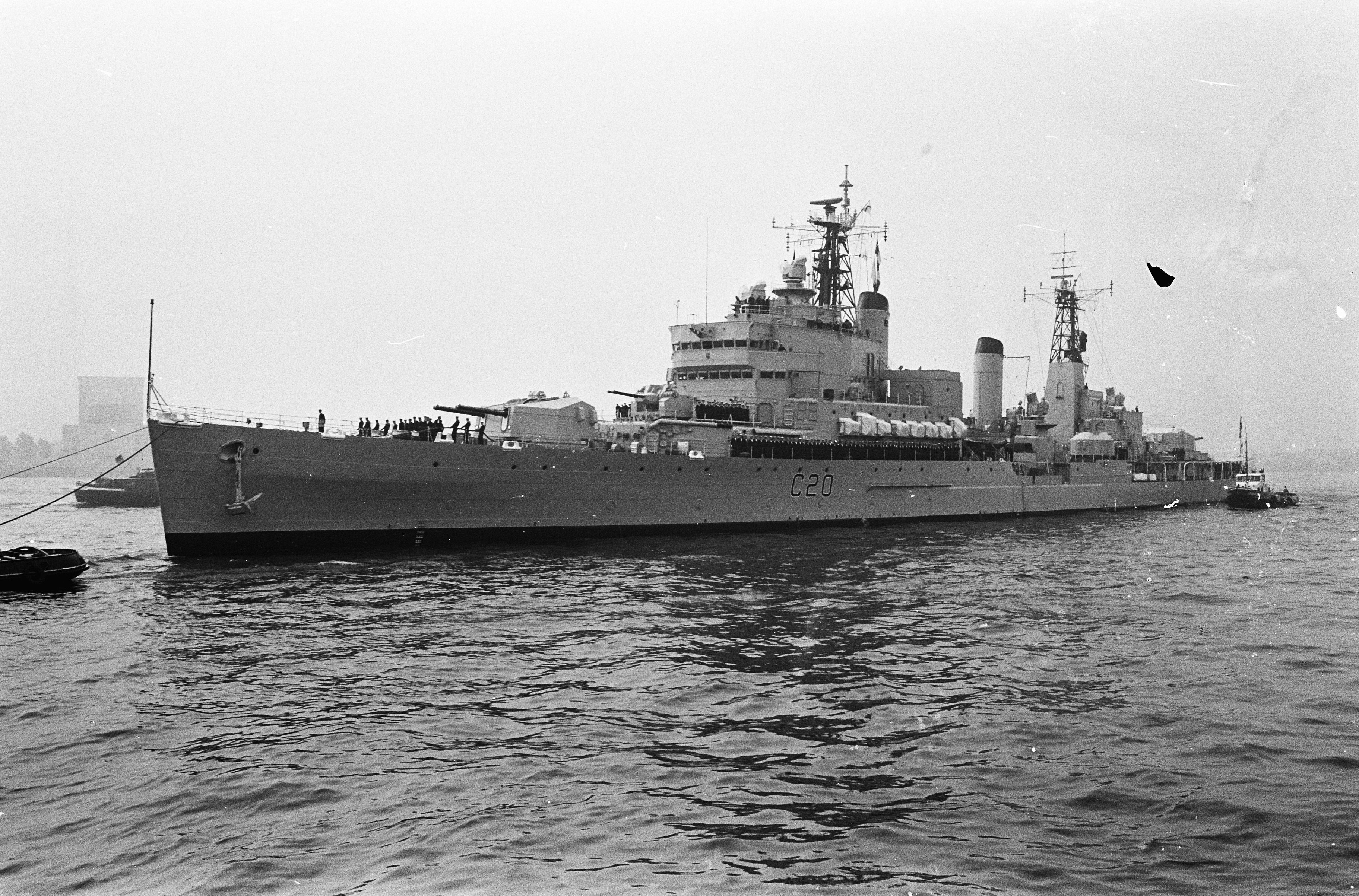
Brytyjski powojenny krążownik lekki HMS „Tiger” (1959)

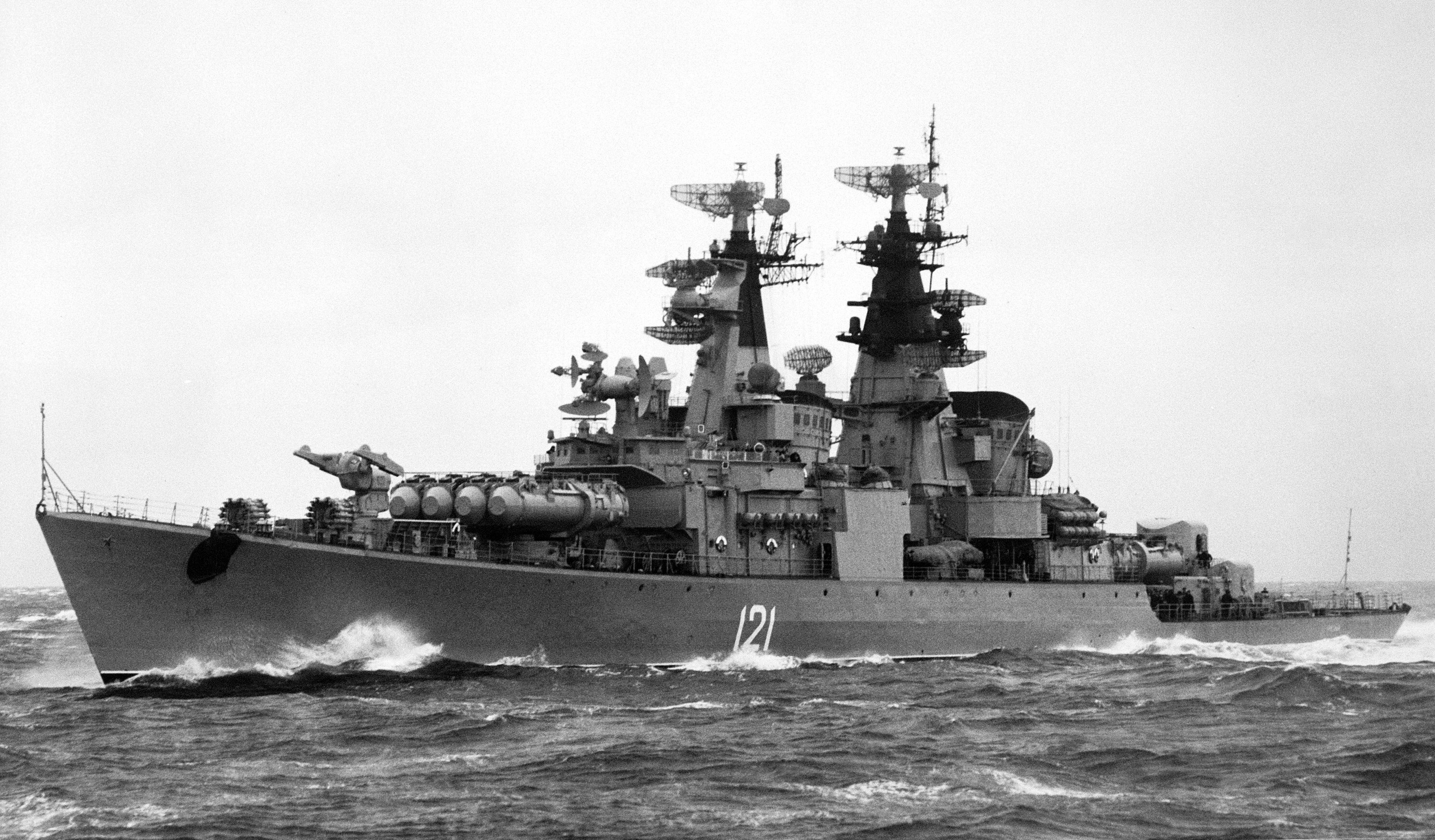
Radziecki krążownik rakietowy
„Groznyj” projektu 58 (1962)

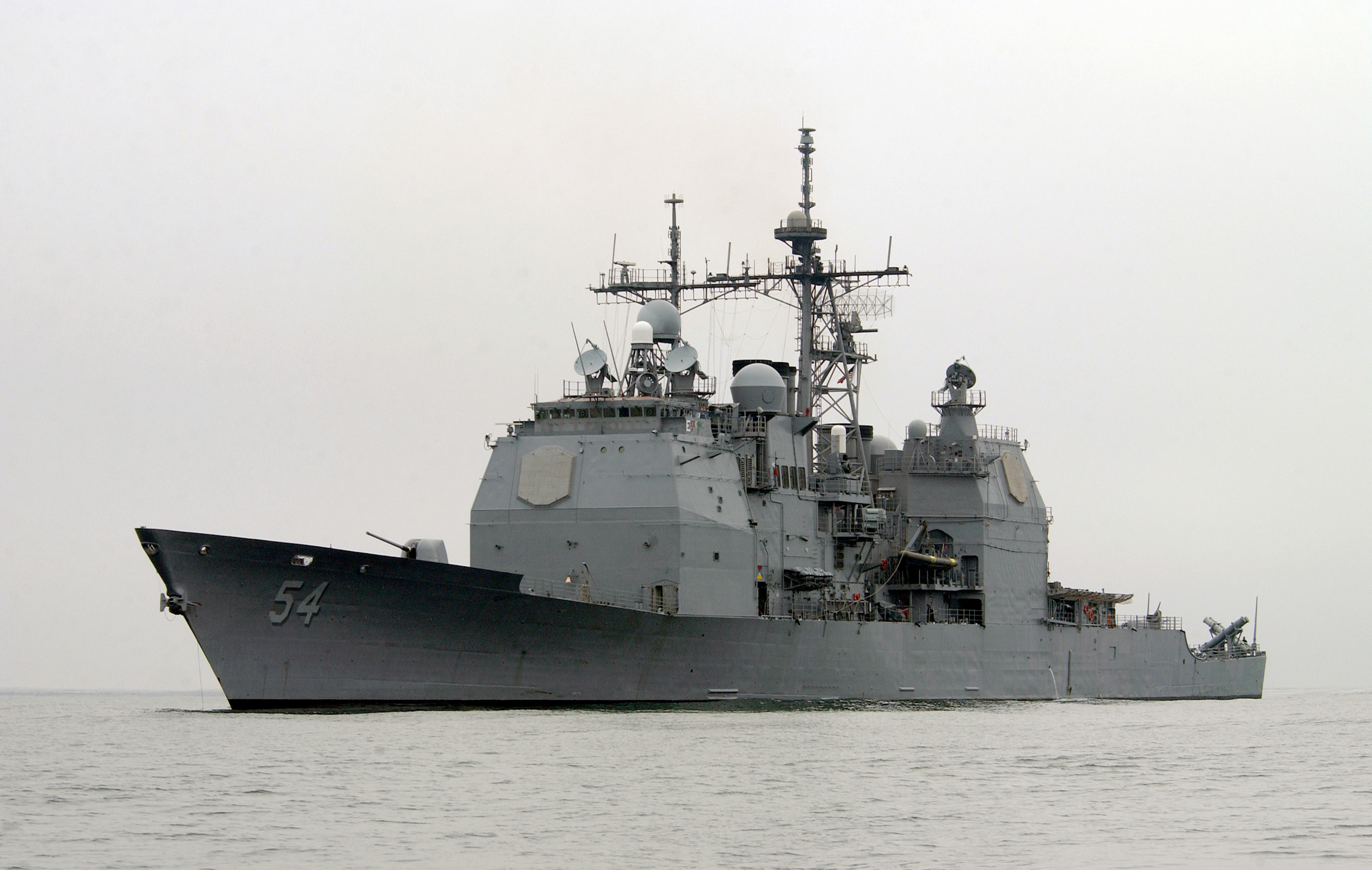
Amerykański krążownik rakietowy USS „Antietam” (1987)

Krążownik – klasa dużych, silnie uzbrojonych okrętów nawodnych, wyróżniana od II połowy XIX wieku do chwili obecnej. Stanowiła jedną z podstawowych klas okrętów. W miarę rozwoju techniki klasa krążowników ewoluowała i dzieliła się na liczne podklasy, różniące się od siebie charakterystykami, w tym wielkością. Najbardziej ogólnym podziałem, wiążącym się ze zmianą rodzaju uzbrojenia i zadań krążowników, jest podział na krążowniki klasyczne (artyleryjskie), dziś już niewystępujące, i współczesne krążowniki rakietowe.

## Informacje ogólne
Krążowniki klasyczne (o uzbrojeniu artyleryjskim) budowane były od początku istnienia klasy do lat 60. XX wieku i stanowiły klasę okrętów słabszych i z reguły mniejszych, lecz szybszych od pancerników, a silniejszych i większych od niszczycieli i kanonierek. Były to okręty artyleryjskie, następnie artyleryjsko-torpedowe. W zależności od konstrukcji, przeznaczone były do działań w składzie zespołów okrętów – prowadzenia rozpoznania dla zespołów okrętów liniowych lub przewodzenia zespołom niszczycieli i ich wsparcia, albo do samodzielnych działań oceanicznych, jak zwalczanie żeglugi lub ochrona własnej żeglugi. Mimo znacznego zróżnicowania, wspólnymi cechami większości były: silna artyleria, często uzupełniona przez uzbrojenie torpedowe, duży zasięg pływania, stosunkowo duża prędkość i zazwyczaj opancerzenie.
Nowo budowane od lat 60. XX wieku krążowniki rakietowe są z kolei okrętami rakietowymi, służącymi do zwalczania samolotów lub okrętów podwodnych lub nawodnych za pomocą pocisków kierowanych i posiadają uzbrojenie rakietowe oraz bogate wyposażenie elektroniczne, przy znacznie zredukowanym uzbrojeniu artyleryjskim. Krążowniki rakietowe używane są jedynie przez nieliczne floty i stanowią obecnie największe i najsilniejsze po lotniskowcach okręty nawodne.
Klasa krążowników była bardzo niejednolita – ich parametry i przeznaczenie różniły się znacznie w zależności od okresu i podklasy. Wyporność krążowników wahała się od ok. 1500 t do 16 000 t, a najczęściej od 3000 t do 10 000 t. Typowa długość kadłuba mieściła się w przedziale 110-180 metrów, istniały też jednostki znacznie krótsze (zwłaszcza XIX-wieczne) lub dłuższe.

## Podział
Podział krążowników na klasy opierał się na różnych kryteriach, przede wszystkim na rodzaju opancerzenia lub uzbrojenia. Na podział z uwagi na cechy konstrukcyjne nakładała się klasyfikacja, która mogła być różna w zależności od państwa. Podstawowe podklasy krążowników klasycznych, to chronologicznie:
- krążowniki nieopancerzone
- krążowniki pancerne (krążowniki opancerzone)
- krążowniki pancernopokładowe
- krążowniki lekkie
- krążowniki ciężkie (tzw. waszyngtońskie)
- wielkie krążowniki

Niezależnie od tych głównych podklas, wyróżniane są z uwagi na uzbrojenie lub wyposażenie:
- krążowniki lotnicze
- krążowniki przeciwlotnicze

Aktualnie istniejące podklasy krążowników to: 
- krążowniki rakietowe (w tym krążowniki atomowe)
- krążowniki śmigłowcowe (śmigłowcowce)

Mimo nazwy, nie są zaliczane do krążowników w ścisłym znaczeniu krążowniki liniowe (podklasa okrętów liniowych), krążowniki pomocnicze (uzbrojone statki pełniące podobne zadania do krążowników) i krążowniki podwodne (określenie dużych okrętów podwodnych), natomiast niekoniecznie są do nich zaliczane krążowniki minowe (duże stawiacze min). Odmienną w zasadzie od krążowników klasę stanowiła też marginalna klasa wielkich krążowników, podobna do krążowników liniowych. Specyficzną nieliczną podklasę stanowiły krążowniki torpedowe, mniejsze od ogółu krążowników i utożsamiane z kanonierkami torpedowymi.

## Początki klasy
Pierwotną historyczną rolą krążowników było odbywanie samodzielnych rejsów w celu prowadzenia dalekiego rozpoznania, zwalczania żeglugi wroga oraz ochrony własnych linii komunikacyjnych, od czego wzięła się nazwa klasy (ang. cruiser, fr. croiseur). Na przełomie XVIII i XIX wieku termin cruizing oznaczał w języku angielskim prowadzenie samodzielnych operacji przez okręty, niedziałające w składzie eskadry, np. w celu zwalczania żeglugi, ochrony własnej żeglugi lub rozpoznania. Termin cruizer (cruiser) oznaczał w tym okresie funkcję okrętu, przy czym działania tego rodzaju wykonywane były najczęściej przez żaglowe fregaty, korwety i slupy. Analogiczne terminy pojawiły się także w innych językach, w tym w języku polskim jako „krążownik” (od jednego ze znaczeń czasownika cruise jako „krążyć”).
Termin „krążownik” był używany coraz powszechniej od połowy XIX wieku na określenie parowych nieopancerzonych okrętów z napędem śrubowym i pomocniczym napędem żaglowym, klasyfikowanych jako fregaty, korwety i slupy. Zbiegło się to w czasie z szybkim postępem technicznym w konstrukcji okrętów, wiążącym się z objęciem dominującej roli przez napęd parowy i redukcją ożaglowania okrętów do roli pomocniczej, a następnie usunięciem go w drugiej połowie stulecia. Mimo to, w największej marynarce brytyjskiej okręty tego rodzaju, określane też jako masted cruiser (krążowniki omasztowane), budowano aż do 1904 roku z uwagi na ich przydatność do służby zamorskiej. Początkowo były one nadal konstrukcji drewnianej, następnie metalowej lub mieszanej.
W latach 70. XIX wieku nazwa „krążownik” zaczęła być używana jako nazwa klasy, szczególnie w stosunku do nowo budowanych okrętów, o odmiennej konstrukcji i ze zredukowaną rolą ożaglowania. Pierwszy raz wprowadzono taką klasyfikację we Francji. Wkrótce w większości państw morskich, w tym także dominującej na morzach Wielkiej Brytanii, wprowadzono nazwę klasy krążowników, stosowaną także w odniesieniu do starszych okrętów parowo-żaglowych. W samej Wielkiej Brytanii wprowadzono ją w 1889 roku. W licznych państwach stosowano przy tym klasyfikację krążowników w zależności od wielkości, na krążowniki I, II i czasami jeszcze III klasy (rangi).
Pierwotnie budowano krążowniki nieopancerzone, lecz od lat 70. XIX wieku w ich konstrukcji pojawił się pancerz, który wkrótce stał się cechą charakterystyczną ogółu krążowników.

## Rozwój
Pierwszą po wczesnych krążownikach nieopancerzonych podklasą krążowników były krążowniki pancerne, budowane od lat 70. XIX wieku. Wyróżniającym je elementem konstrukcji było pionowe opancerzenie burt (czasami ograniczające się do pasa na linii wodnej), a nadto opancerzenie artylerii. W latach 90. XIX wieku podklasa ta zyskała dojrzałą postać dużych, silnie opancerzonych i uzbrojonych okrętów i była budowana do początku XX wieku, stale rosnąc pod względem wielkości i uzbrojenia. Drugą podklasą krążowników istniejącą na przełomie XIX i XX wieku były budowane od lat 80. XIX wieku krążowniki pancernopokładowe, charakteryzujące się ograniczeniem opancerzenia kadłuba do wewnętrznego pokładu pancernego, o formie przyrównywanej do skorupy żółwia. Podklasa ta obejmowała okręty o różnej wielkości, lecz była generalnie słabsza od krążowników pancernych. Najmniejsze krążowniki pancernopokładowe należały do podklasy krążowników torpedowych. Niezależnie od podziału z uwagi na cechy konstrukcyjne, w tym okresie w dalszym ciągu w części państw stosowano podział krążowników na klasy w zależności od wielkości.
Na początku XX wieku krążowniki pancernopokładowe średniej wielkości wyewoluowały w nową podklasę krążowników lekkich, która szybko stała się podstawową podklasą krążowników, aż do pierwszych lat po II wojnie światowej. W krążownikach lekkich ponownie wprowadzono pancerz burtowy (z wyjątkiem wczesnych jednostek), wzorem krążowników pancernych, od których były jednak znacznie mniejsze. Na początku XX wieku krążowniki pancerne zostały wyparte przez większe i silniejsze krążowniki liniowe, które jednak, mimo nazwy, stanowiły już okręty liniowe, a nie krążowniki. Podczas I wojny światowej w służbie znajdowały się nowo budowane krążowniki lekkie oraz starsze krążowniki pancerne i pancernopokładowe, z których część była także nazywana krążownikami lekkimi.
Od lat 20. XX wieku zaczęto obok krążowników lekkich budować krążowniki ciężkie, wywodzące się konstrukcyjnie z krążowników lekkich, lecz silniej uzbrojone i nieco większe. Ich wyodrębnienie było wywołane przez traktat waszyngtoński, ograniczający zbrojenia morskie, stąd określano je też krążownikami waszyngtońskimi. Głównym kryterium rozróżnienia był kaliber artylerii, gdyż krążowniki lekkie mogły mieć działa kalibru do 155 mm, a ciężkie – 203 mm. Krążowniki lekkie i ciężkie były głównymi podklasami krążowników służącymi aktywnie podczas II wojny światowej. Wzrastające znaczenie ze strony lotnictwa powodowało zwiększanie ich artylerii przeciwlotniczej oraz powstanie podczas wojny nielicznej podklasy krążowników lekkich – krążowników przeciwlotniczych, uzbrojonych w artylerię uniwersalną mniejszego kalibru, niż typowe krążowniki lekkie. Marginalne znaczenie miała natomiast klasa jeszcze większych i silniejszych wielkich krążowników, powstała w okresie II wojny światowej, gdyż pomimo kilku projektów, zbudowano tylko jeden ich typ w USA pod koniec wojny. Klasa ta jednak w zasadzie nie jest już zaliczana do krążowników, będąc podobną do krążowników liniowych.
Oprócz tych podstawowych klas krążowników, wyróżniano krążowniki minowe (duże stawiacze min) i krążowniki lotnicze przenoszące wodnosamoloty. Krążowniki pomocnicze nie miały w rzeczywistości wiele wspólnego z krążownikami – nazywano tak używane w okresie obu wojen światowych przebudowane i uzbrojone statki. Wszystkie wymienione historyczne klasy były okrętami artyleryjskimi lub torpedowo-artyleryjskimi.

## Po II wojnie światowej
W okresie powojennym krążownik przeszedł kolosalne zmiany w samych założeniach jego wykorzystania i w uzbrojeniu. Spowodowane to było zmianą taktyki na morzach i wprowadzeniem na szeroką skalę uzbrojenia rakietowego. Krążowniki klasyczne, z uzbrojeniem wyłącznie artyleryjskim i opancerzeniem, budowano w mniejszej liczbie tylko do końca lat 50. XX wieku, przy czym część z nich stanowiły okręty rozpoczęte jeszcze podczas wojny. Rozróżnienie na krążowniki lekkie i ciężkie straciło rację bytu, a większość z nich miała uniwersalną artylerię. Nieliczne z nich zostały od połowy lat 50. przezbrojone w rakiety przeciwlotnicze, tworząc pierwsze pokolenie krążowników rakietowych.

### Krążowniki rakietowe
Zmiany na polu walki po II wojnie światowej, spowodowane wprowadzeniem broni rakietowej, wywołały powstanie nowej generacji krążowników uzbrojonych w rakiety przeciwlotnicze lub przeciwokrętowe. Pierwsze krążowniki rakietowe powstały w drugiej połowie lat 50. XX wieku przez przebudowę klasycznych krążowników (lekkich lub rzadziej ciężkich). Powstało w ten sposób na świecie ogółem 15 jednostek (11 amerykańskich, po jednej z Włoch, Holandii, Francji i ZSRR), z których większość otrzymała wyrzutnie pocisków przeciwlotniczych w miejsce artylerii na rufie. Dalsze specjalnie projektowane okręty, wchodzące do służby od 1961 roku, zerwały całkowicie z wzorcami krążowników klasycznych, a ich konstrukcja została podporządkowana rozmieszczeniu uzbrojenia rakietowego i wyposażenia radioelektronicznego, przy równoczesnej rezygnacji z opancerzenia i silnej artylerii. Ich podstawowe uzbrojenie stanowiły wyrzutnie kierowanych pocisków rakietowych do zwalczania celów powietrznych (woda-powietrze) lub także nawodnych (woda-woda), rzadziej naziemnych. Artyleria zeszła w ich konstrukcji na dalszy plan i pozostały jedynie nieliczne zautomatyzowane działa uniwersalne o dużej szybkostrzelności, kierowane radarowo. Na części jednostek wprowadzono rakietotorpedy i jeden do dwóch śmigłowców pokładowych, pozwalających na aktywne poszukiwanie i zwalczanie okrętów podwodnych na większych dystansach. Odmianą krążowników rakietowych były krążowniki śmigłowcowe, dostosowane do przenoszenia większej liczby helikopterów i przeznaczone głównie do zwalczania okrętów podwodnych. Krążowniki rakietowe wyposażone są także w zestawy urządzeń elektronicznych umożliwiających wykrywanie i śledzenie celów, analizę taktyczną pola walki oraz skuteczne kierowanie uzbrojeniem, w szczególności systemy zarządzania walką i uzbrojeniem, radary różnych typów, i sonary do wykrywania okrętów podwodnych. Szczyt rozwoju w tym zakresie stanowi zintegrowany system obrony powietrznej i przeciwrakietowej Aegis, wprowadzony po raz pierwszy w latach 80. na amerykańskich krążownikach typu Ticonderoga. Krążowniki rakietowe mają napęd klasyczny – pędniki napędzane przez turbiny parowe lub turbiny gazowe, albo rzadziej siłownię atomową. W przeciwieństwie do klasycznych krążowników, na większości typów specjalnie budowanych krążowników rakietowych nie stosowano już tradycyjnego opancerzenia z płyt pancernych, a głównym zagrożeniem dla nich stała się nie artyleria, lecz pociski rakietowe i broń masowego rażenia. Stosowano jedynie lekkie opancerzenie ważnych dla żywotności pomieszczeń, a później osłony z lekkich materiałów jak kevlar. Pomimo odmiennej konstrukcji, krążowniki rakietowe mają wspólną wielkość z krążownikami klasycznymi: ich wyporność pełna mieściła się w zakresie od 5000 ton do 18 000 ton, na ogół około 10 000 ton. Wyjątkiem są radzieckie wielkie krążowniki atomowe projektu 1144 (Kirow), które mają wyporność pełną 24 500 ton i stanowią największe okręty bojowe zbudowane po wojnie, po okrętach lotniczych.
Z racji wysokich kosztów i wyspecjalizowanego zastosowania, krążowniki rakietowe były budowane i używane w większej liczbie tylko przez USA i ZSRR. Nieliczne okręty budowane były przez Włochy (cztery), a pojedyncze, przebudowane z krążowników klasycznych, przez Holandię i Francję. W części literatury do krążowników zalicza się jednak także inne okręty. W odróżnieniu od krążowników klasycznych, które były na ogół przystosowane do prowadzenia samodzielnych działań oceanicznych, krążowniki rakietowe przeznaczone są do ścisłego współdziałania w składzie zespołów okrętów. Podstawowym zadaniem amerykańskich krążowników rakietowych była obrona przeciwlotnicza i przeciwrakietowa, a uzupełniająco także przeciwpodwodna zespołów floty, których rdzeniem są lotniskowce. Od drugiej dekady XXI wieku natomiast jednym z podstawowych zadań dla modernizowanych amerykańskich krążowników stała się obrona przed rakietami balistycznymi tarczy antyrakietowej. Radzieckie krążowniki rakietowe projektowane były natomiast głównie do zwalczania rakietami dalekiego zasięgu zespołów floty – przede wszystkim lotniskowców. Odpowiadające krążownikom okręty budowano w ZSRR także specjalnie do zwalczania okrętów podwodnych. 
Należy jednak mieć na uwadze, że klasyfikacja okrętów na świecie po II wojnie światowej nie była jednolita i nazywanie tak okrętów zależy od nomenklatury przyjętej w danej marynarce wojennej, a dodatkowo część krążowników rakietowych była przez pewien okres klasyfikowana jako fregaty lub niszczyciele rakietowe. W szczególności, do reformy klasyfikacji w USA w 1975 roku okręty te klasyfikowano oficjalnie jako fregaty. W polskiej literaturze stosowano również określenie „wielkiej fregaty”. Różnica wielkości i jakości między nimi a niszczycielami jest jednak nieostra i umowna i zależy od klasyfikacji w danym państwie.  
Najdłuższą serią krążowników rakietowych jest amerykański typ Ticonderoga z lat 80. XX wieku – 27 okrętów. Zakończenie zimnej wojny i rywalizacji mocarstw przyniosło redukcję flot wojennych i od początku XXI na świecie nie zbudowano już żadnych okrętów, które oficjalnie klasyfikowane byłyby jako krążowniki (stan na 2021 rok). W służbie pozostaje część z dotychczas zbudowanych. Powstają jednak okręty, które wielkością i uzbrojeniem mogą odpowiadać krążownikom i tak bywają nazywane w części literatury, jak wielkie niszczyciele japońskie (typu Kongō i dalszych) i chińskie (typu 055).

### Współczesne krążowniki lotnicze
Dalszy rozwój krążowników śmigłowcowych prowadził do powstania okrętów formalnie jedynie klasyfikowanych jako krążowniki, ale znacznie większych i będących w istocie lekkimi lotniskowcami. W ZSRR zbudowano na przełomie lat 70. i 80. serię nietypowych hybrydowych okrętów, klasyfikowanych początkowo jako krążowniki przeciwpodwodne, a ostatecznie jako „ciężkie krążowniki lotnicze”, łączących architekturę krążowników i lotniskowców oraz uzbrojenie w rakiety przeciwokrętowe dalekiego zasięgu i rakiety przeciwlotnicze średniego zasięgu z pokładem dla samolotów pionowego startu i lądowania (projekt 1143 Kiev). Ich wyporność pełna około 43 000 ton jest typowa dla lotniskowców. Ich następcą stał się jeszcze większy klasyczny lotniskowiec „Admirał Kuzniecow”, który jednak również przenosi 12 ciężkich rakiet przeciwokrętowych Granit i klasyfikowany jest oficjalnie jako ciężki krążownik lotniczy. Poza ZSRR i Rosją jeszcze włoski lekki lotniskowiec dla samolotów pionowego startu i lądowania „Giuseppe Garibaldi” klasyfikowany jest formalnie jako krążownik lotniczy (wł. incrociatore portaeromobili).